# جورج دانلاپ
جورج دانلاپ (انگلیسی: George Dunlop؛ زادهٔ ۱۶ ژانویهٔ ۱۹۵۶) بازیکن فوتبال اهل ایرلند شمالی بود.
از باشگاه‌هایی که در آن بازی کرده‌است می‌توان به باشگاه فوتبال منچستر سیتی، باشگاه فوتبال گلنتوران، و باشگاه فوتبال لینفیلد اشاره کرد.
وی همچنین در تیم ملی فوتبال ایرلند شمالی بازی کرده‌است.